# تومي توملينسون
تومي توملينسون (بالإنجليزية: Tommy Tomlinson)‏ هو كاتب أغاني وعازف قيثارة أمريكي، ولد في 28 أكتوبر 1930 في أركنساس في الولايات المتحدة، وتوفي في 8 أبريل 1982 في شريفبورت في الولايات المتحدة.

## روابط خارجية
- تومي توملينسون على موقع أول ميوزيك (الإنجليزية)
- تومي توملينسون على موقع ديسكوغز (الإنجليزية)